# Luis II de Borbón
Luis II de Borbón, llamado «el Bueno» (?, 4 de febrero de 1337-Montluçon, 10 de agosto de 1410), era el mayor y único hijo varón de Pedro I de Borbón y de Isabel de Francia. La muerte de su padre en la batalla de Poitiers le transformó en conde de Clermont y en el tercer duque de Borbón. Su matrimonio con Ana de Auvernia le hizo conde de Forez y señor de Mercœur. Durante su cautiverio a manos de los ingleses, el Ducado de Borbón estuvo a cargo de su madre, Isabel.

## Biografía
El duque Luis tuvo una salud mental débil e inestable que es presumiblemente hereditaria. Este rasgo también se evidenció en su hermana Juana de Borbón (la esposa del rey francés Carlos V), su sobrino Carlos VI de Francia (llamado "El Loco"), su padre Pedro I de Borbón y su abuelo Luis I de Borbón.
Luis comenzó sus hazañas en el rescate de Reims sitiados por Eduardo III de Inglaterra en 1359. Poco después, fue negociador del Tratado de Brétigny, entonces se convierte en uno de los rehenes entregados a la Corte de Inglaterra a cambio de la liberación de Juan II de Francia, que fue hecho prisionero en Poitiers. 
Una tregua firmada en 1374 entre Francia e Inglaterra, le permite derrotar a los mercenarios en su condado. Luego partió a Castilla a luchar contra los Moros, pero el rey Enrique II de Trastámara quiso aprovechar la presencia de los cruzados para atacar a Portugal, por lo que se negó a continuar con la iniciativa y regresó a Francia. 
En 1378, Carlos V de Francia lo envió a luchar contra Carlos II de Navarra en Normandía, donde tomó la mayor parte de sus fortalezas. En 1390, lanzó la Cruzada de Berbería contra los Háfsidas de Túnez, junto con los genoveses. Su objetivo era suprimir la piratería proveniente de la ciudad de Mahdia, pero el asedio no tuvo éxito.
En 1392, tiene la custodia de su sobrino Carlos VI, cuando experimentó su primer ataque de locura. Volvió a Francia poco después, pero, a pesar de su posición en el Consejo de Regencia, no pudo evitar la anarquía que se instaló debido a la locura de Carlos y las luchas entre Luis de Orleans y los duques Felipe II y Juan I de Borgoña. 
En 1401, durante el primer enfrentamiento entre Luis y Felipe, obtuvo con el Duque de Berry su reconciliación. Desde 1405, se puso del lado de su sobrino el Duque de Orleans, porque desaprobó la voluntad del Duque de Borgoña de compartir el poder con los Estados Provinciales. 
Cuando en 1407 el duque de Orleans fue asesinado, el viejo príncipe decidió retirarse a sus tierras y resolvió establecerse en un Convento de Celestinos. De hecho, la llegada al poder de Juan de Borgoña en 1409, puso fin a su influencia en el gobierno real.

## Descendencia
El 19 de agosto de 1371 contrajo matrimonio con Ana de Auvernia, condesa de Forez, hija de Béraud II de Auvernia y Juana de Forez. El matrimonio tuvo cuatro hijos:
- Catalina de Borbón (1378)
- Juan de Borbón (1381-1434), conde de Clermont y duque de Borbón
- Luis de Borbón (1388-1404), señor de Beaujeu
- Isabel de Borbón (1384-1451)

Instituyó la orden de Nuestra Señora del Cardo, con motivo de su matrimonio.

## Muerte
Finalmente decidió unirse a los príncipes de Orleans en su lucha contra Juan de Borgoña, pero murió en el camino el 19 de agosto de 1410, a los 73 años de edad. 